# Giuseppe Fiammenghi
Giuseppe Fiammenghi (Milano, 24 luglio 1912 – ...) è stato un calciatore italiano, di ruolo centrocampista.

## Carriera
Secondo alcune fonti avrebbe iniziato la carriera nella Vogherese, per poi essere acquistato dal Milan all'inizio della stagione 1931-1932, nella quale gioca 2 partite in Serie A; rimane in squadra anche l'anno successivo, nel quale non raccoglie altre presenze in gare ufficiali.
A fine anno viene ceduto alla Pro Patria, con cui nella stagione 1933-1934 gioca 24 partite in Serie B.
Nella stagione 1934-1935 torna nuovamente al Milan, che a fine anno dopo un'altra annata senza presenze lo cede al Vigevano, in Serie B. Con la squadra lombarda gioca per tre stagioni consecutive, due delle quali in seconda serie, categoria in cui gioca 30 partite senza segnare.
Dal 1938 al 1940 gioca in Serie C con il Monza.
Termina la sua carriera con i grigi dell'A.C. Commercianti in Prima Divisione.

## Palmarès

### Club

#### Competizioni nazionali
- Serie C: 1

Vigevano: 1936-1937